# Exochus externus
Exochus externus là một loài tò vò trong họ Ichneumonidae.